# Georges Mys
Georges Victor Liévin Mathieu Mys (* 26. März 1880 in Gent; † 7. November 1952 in Gent) war ein belgischer Ruderer.

## Biografie
Georges Mys wurde 1907 und 1908 Europameister mit dem belgischen Achter. Bei den Olympischen Sommerspielen 1908 in London gehörte er zur belgischen Crew, die in der Achter-Regatta die Silbermedaille gewann.